# Pseudophilotes andalusica
Pseudophilotes andalusica är en fjärilsart som beskrevs av Ribbe 1910. Pseudophilotes andalusica ingår i släktet Pseudophilotes och familjen juvelvingar. Inga underarter finns listade.